# 삼천 (하천)
삼천(三川)은 전북특별자치도 완주군 구이면 백여리에서 발원하여 전북특별자치도 전주시 완산구 서신동에서 전주천과 합류하는 전북특별자치도의 하천이다. 하천연장은 11km이며, 유역면적은 150.91km2이다. 삼천천이라고도 불린다.

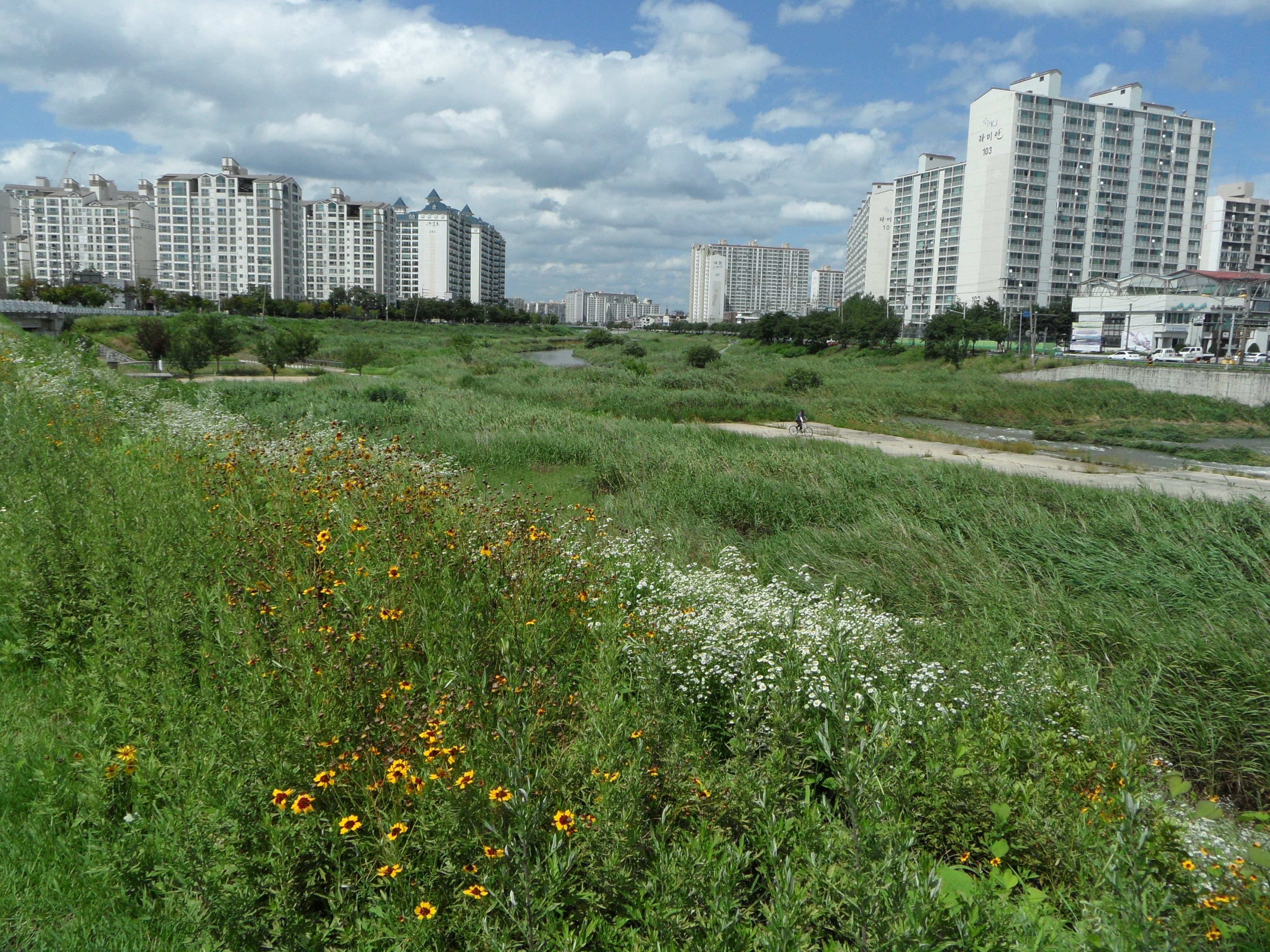
삼천변